# Mario Frick (fotbalista)
Mario Frick (* 7. září 1974, Chur) je bývalý lichtenštejnský fotbalový útočník, v současné době trenér švýcarského Luzernu, který hraje nejvyšší švýcarskou ligu. Narodil se v Churu ve Švýcarsku, takže má i švýcarské občanství. Jako první fotbalista ze své země startoval v nejvyšší italské soutěži. V roce 2001 za Hellas Verona.
Klub FC Luzern trénuje od roku 2021. Jeho nejoblíbenější formace je 4-4-2
Byl zvolen lichtenštejnským hráčem roku v letech 1994, 1999, 2002 a 2007.
Má dva syny: Yanika Fricka který hraje za FC Montlingen a Noaha Fricka který hraje též za FC Montlingen. Oba jsou to reprezentanti Lichtenštejnska.